# Elecciones municipales de Venezuela de 2017
Las elecciones municipales de Venezuela de 2017 se efectuaron el día 10 de diciembre de 2017, en la cual fueron elegidos los alcaldes de los 335 municipios del país y el gobernador del estado Zulia, tras la polémica destitución del recién electo Juan Pablo Guanipa por su decisión de no prestar juramento del cargo ante la Asamblea Nacional Constituyente, optando para el período 2017-2021.

## Fecha de la elección
El 18 de octubre de 2016, la presidenta del Consejo Nacional Electoral (CNE), Tibisay Lucena, anunció que estos comicios serían realizados a finales del segundo semestre de 2017 en el que también resaltó la posibilidad de hacer elecciones primarias para los cargos municipales además de dar fecha a las elecciones regionales. El 23 de mayo de 2017 Lucena anunció que las elecciones regionales se realizarían el 10 de diciembre del mismo año, sin pronunciarse sobre la posible fecha de las elecciones municipales.
El 26 de octubre de 2017 la presidenta de la Asamblea Nacional Constituyente, Delcy Rodríguez, anunció que las elecciones municipales se adelantarían para diciembre de 2017. Más adelante Tibisay Lucena anunció como fecha oficial de las elecciones el 10 de diciembre de 2017, día en el que también se elegiría al gobernador del estado Zulia. En este proceso no se convocaron a elecciones de consejos municipales ni de las alcaldías mayores de Caracas o de Alto Apure.

## Opinión pública
| Fecha realiza          | Encuestadora | Tamaño de muestra | MUD   | GPP   | Indeciso | Ventaja |
| ---------------------- | ------------ | ----------------- | ----- | ----- | -------- | ------- |
| 15–30 de abril de 2017 | Hercon       | 1,200             | 63.3% | 16.9% | 19.7%    | 46.4%   |

## Abstención
Aunque se anunció que en las elecciones primarias de la Mesa de la Unidad Democrática se elegirían a los candidatos únicos para las municipales, tras la denuncia de fraude realizada por la coalición opositora en las elecciones regionales de octubre de 2017 la MUD decidió no presentar candidaturas en estos comicios. Sin embargo, algunos partidos integrantes de la MUD inscribieron candidatos, incluyendo a Un Nuevo Tiempo y Avanzada Progresista.[cita requerida]

## Irregularidades

### Un Nuevo Tiempo
El 1 de diciembre de 2017 Vicente Bello, el representante del partido Un Nuevo Tiempo (UNT) ante el Consejo Nacional Electoral denunció irregularidades durante la auditoría de las máquinas de votación y le entregó un documento al rector principal Luis Emilio Rondón que señalaba que se estaba "incumpliendo el protocolo establecido relacionado con la selección de muestras por estado en la línea de producción y su posterior verificación”, “los horarios fijados para el inicio de la actividad diaria" y que los turnos respectivos se modificaban sin previo aviso, alertando que el CNE no estableció que las muestras de las máquinas seleccionadas fuesen posteriormente verificadas en su correcto funcionamiento. El técnico electoral aclaró que UNT no participaría en la elaboración y firma de las actas que se realizarían como resultados de la auditoría de la producción de máquinas de votación.

### Observatorio Global de Comunicación y Democracia
El Observatorio Global de Comunicación y Democracia detectó diversas irregularidades desde la convocatoria de las elecciones, incluyendo que la misma debió haberse hecho con al menos seis meses de antelación para cumplir con la normativa electoral, organizando el proceso electoral en menos de un mes. El observatorio señaló que la ley establece que la elección de representantes a los concejos municipales debió hacerse como complemento de las municipales, y que el CNE violó la Ley Especial del Régimen Municipal del Área Metropolitana de Caracas al suspender la elección de los alcaldes metropolitano de Caracas y Alto Apure, al igual que la de los representantes a cabildos metropolitanos. Asimismo, indicó que se violaron las normas correspondientes a la convocatoria al publicar el cronograma electoral sin anuncios formales ni rueda de prensa del ente electoral y al realizar actividades propias de la elección antes de la publicación del cronograma, como la postulación de candidatos. También estableció que se violaron las normas relativas a la postulación de candidatos al otorgar solo cinco días para la postulación, subsanación, admisión y rechazo, interposición, decisión de recursos en contra de las postulaciones, al igual que para las sustituciones y las modificaciones, y que se violaron las normas de sustitución y modificación de candidaturas cuando órgano comicial estableció solo dos días para el proceso, cuando la Ley Orgánica de Procesos Electorales establece que los partidos políticos pueden modificar candidaturas hasta 10 días antes de la elección.
Además, el observatorio denunció la eliminación de la inscripción de nuevos votantes en el Registro Electoral, la revisión precaria del mismo, y la limitación a la observación nacional e internacional, cuyas acreditaciones son otorgadas discrecionalmente por el CNE. Otros factores criticados por la organización fue conformación arbitraria de las juntas regionales municipales, cuyos electores seleccionados son los mismos que fueron escogidos en un sorteo público y automatizado el 31 de marzo de 2016, y el hecho de que a pesar del que el CNE se comprometió a revisar la modificación y reubicación de centro electorales de las elecciones regionales previas, a dos días de la elección varios centros permanecían en direcciones distintas sin determinar la cantidad total que se mantenían en esa condición. La directora general del observatorio, Griselda Colina, advirtió sobre la inequidad y la falta de cobertura a las actividades de todos los candidatos en los medios públicos; destacó que la falta de información para los votantes sobre la oferta electoral y la desactualización del registro electoral desde 2015, donde según estimaciones extraoficiales se está excluyendo a aproximadamente dos millones de venezolanos. El coordinador nacional de la Red de Observación Electoral de la Asamblea de Educación, José Domingo Mujica, afirma que el proceso de las municipales «arrastra faltas fundamentales desde la elección de gobernadores» y que al haber «un llamado precipitado a la elección» se provocó «un recorte descomunal en las actividades del cronograma electoral», señalando también la exclusión de las elecciones de los concejos municipales y de las alcaldías mayores; coincidió preeminencia del ventajismo oficialista en la campaña electoral, destacando el abuso de los medios oficiales para promocionar abiertamente a los candidatos oficialistas y la diferencia de condiciones para los participantes.

### Ángel Prado
En el municipio Simón Planas del estado Lara al chavista y constituyentista Ángel Prado en un principio se le negó la inscripción de candidatura independiente a pesar de conseguir firmas de 32 % del padrón electoral del municipio, recibiendo después el apoyo del PCV, MEP, Tupamaros, ORA y también del PPT que cambió su apoyo del candidato del PSUV por Ángel Prado, cambio avalado por la Resolución Nro. 17/11/09/-00 del 13 de noviembre de la propia Junta Electoral Municipal. La directiva de la Asamblea Nacional Constituyente estableció que ningún miembro de esta podría presentarse como candidato sin el aval escrito de su directiva, razón por la cual se movilizaron unas mil personas a Caracas para exigir el permiso, solicitud que fue ignorada. Al momento de la elección solo apareció la tarjeta del PPT y hacia esta se dirigieron los votos obteniendo 57,45 % del total. Al final el CNE decidió adjudicarle la alcaldía al candidato del PSUV Jean Ortíz.

## Proceso

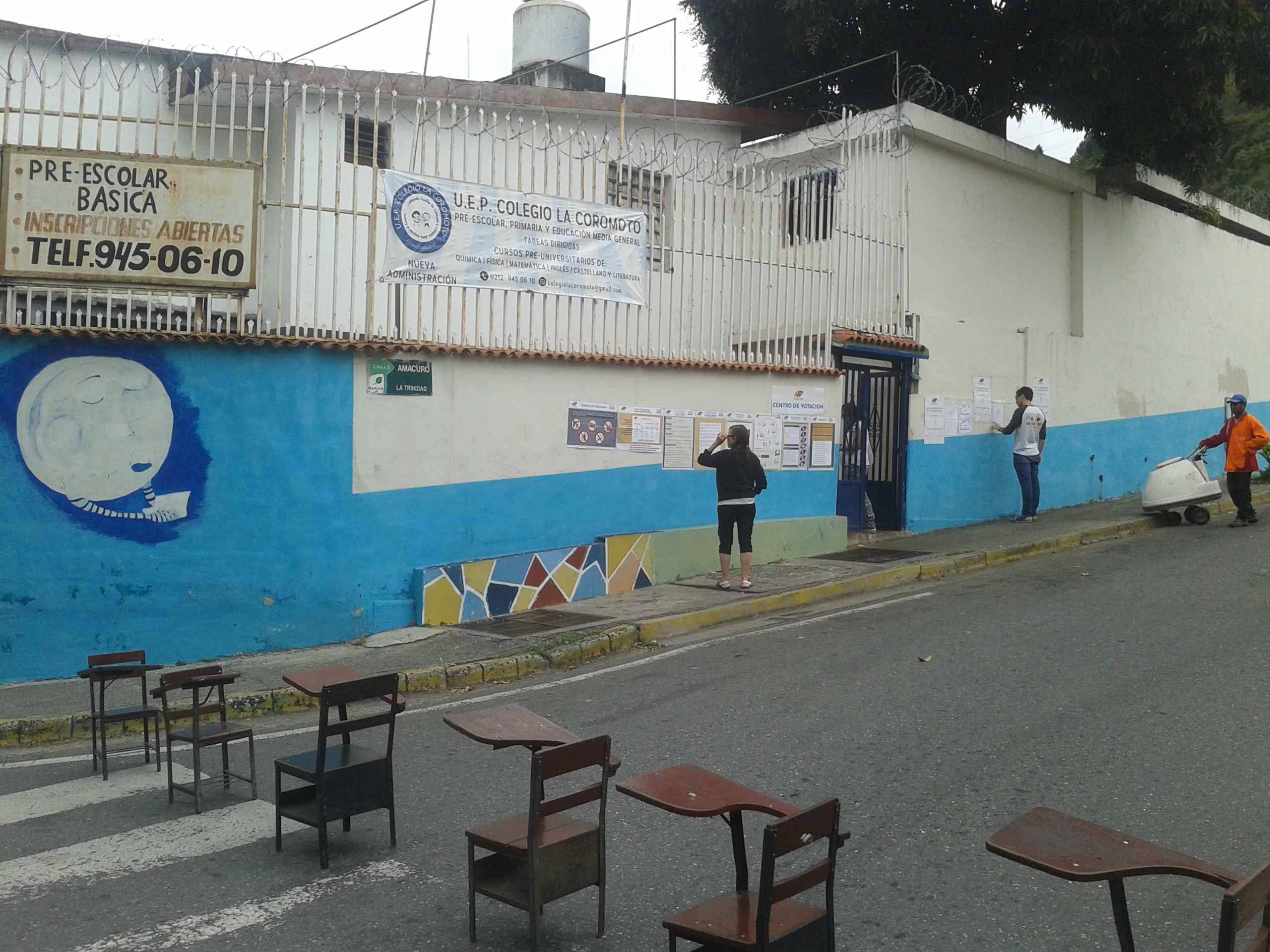
Centro electoral con pocos votantes.

Durante las elecciones, el rector principal del CNE Luis Emilio Rondón indicó que las denuncias más recurrentes estuvieron vinculadas con el voto asistido y el proselitismo político cerca de los centros de votación, principalmente en los estados Barinas, Carabobo y Zulia. La Red de Observación Electoral de la Asamblea de Educación (ROE) y el Observatorio Electoral Venezolano (OEV) reportaron que la jornada se caracterizó por la abstención y la ausencia de testigos y miembros de mesa, causando que varios centros de votación abriesen después de la hora estipulada por la falta de miembros de mesa, y que varias mesas tuvieran que ser constituidas con miembros accidentales, votantes voluntarios para cubrir las vacantes en la fila de espera. Según reportes de la Red de Observación, el promedio de la participación nacional fue de un 21 %, siendo Táchira el estado con mayor participación, con un 35%, y Aragua el de menor, con un 9 %; La baja presencia de electores en los centros de votación se mantuvo durante el cierre de los centros en municipios como Sucre, Chacao y Libertador, donde las filas eran muy cortas o no había personas esperando para votar, a diferencia de elecciones anteriores como las regionales o las elecciones parlamentarias de 2015. Domingo Mujica, el coordinador nacional de la ROE, señaló que se detectaron violaciones de la norma del voto con acompañante en 15 % de los centros de votación a nivel nacional, uso de recursos públicos para movilizar electores en el 16 %, que 10 % de los centros se reportaron fallas técnicas con las máquinas de votación y que hubo incidentes en el 5 % de los centros. Otras irregularidades señaladas por los especialistas fueron el uso desmedido de propaganda política cerca de los centros de votación y el uso del carnet de la patria como “«método de coacción»” del votante. Ignacio Ávalos, director del OEV, indicó que el retraso en la apertura también se debió a que en varios centros los electores se negaban a ser voluntarios. Según la Red de Observación, aproximadamente 48 % de las mesas de votación de todo el país tuvieron que ser constituidas por miembros accidentales y 45 % de las mesas no tenían testigos.
A pesar de que Jorge Rodríguez aclarase que solo se necesitaba la cédula de identidad para votar, Tareck El Aissami, Nicolás Maduro y Rodríguez instaron a los electores a votar con el Carnet de la Patria. Hubo denuncias de centros de votación en el municipio Libertador de Caracas donde se instalaron «puntos rojos» para la verificación del Carnet de la Patria de los votantes y donde se mostraba propaganda a favor de los candidatos oficialistas, acto prohibido durante los procesos electorales. Igualmente hubo denuncias de la reubicación de varios centros de votación en el municipio Chacao y municipio Libertador. El coordinador del centro electoral del liceo Andrés Bello, en la parroquia La Candelaria denunció que el Consejo Nacional Electoral no le entregó las credenciales a las personas que apoyan a la candidata a la alcaldía del municipio Libertador Maribel Castillo, por lo que no pudieron sellar, firmarlas ni acceder al centro, mientras que a los representantes del partido Patria Para Todos y del Partido Socialista Unido de Venezuela (PSUV) se las entregaron la noche anterior. En el centro electoral Udón Pérez, en Maracaibo, veinte motorizados con parrilleros amenazaron verbalmente a electores y periodistas, incluyendo al candidato a la gobernación del estado Zulia Manuel Rosales, lanzando explosivos antes de retirarse. En el estado Portuguesa tres personas fueron detenidas por tratar de ingresar ilegalmente a un centro de votación. En los municipios San Cristóbal y Junín se realizaron tres detenciones preventivas por la destrucción de la papeleta electoral y el daño de la membrana de una máquina de votación, respectivamente. En una rueda de prensa en la tarde, Jorge Rodríguez aseguró que quienes votaron en las elecciones municipales y registraron su participación en los puntos tricolor con el carnet de la patria «recibirán un regalo».

## Resultados
Según resultados publicados por el ente rector Consejo Nacional Electoral (Venezuela) en su página web, el PSUV y el Gran Polo Patriótico Simón Bolívar obtuvieron 306 alcaldías en los pasados comicios municipales, mientras que la oposición venezolana e independientes obtuvieron 29 alcaldías.

### Gobernación de Zulia
|  | 57.51 % |

|  | 41.53 % |

|  | 0.34 % |

|  | 0.3 % |

|  | 0.1 % |